# Johannes Haantjes
Johannes Haantjes (Itens, 18 september 1909 – Leiden, 8 februari 1956) was een Nederlands wiskundige die zich voornamelijk met differentiaalmeetkunde bezighield. Zijn laatste wetenschappelijke functie was die van hoogleraar aan de Universiteit Leiden met leeropdracht meetkunde.

## Leven en werk
Haantjes was de tweede zoon in het onderwijzersgezin van Hantje Haantjes en Reinskje Spijksma. Hij ging naar de middelbare school, eerst in Leeuwarden en daarna in Leiden, nadat het gezin was verhuisd naar Valkenburg (ZH). Na zijn eindexamen hogereburgerschool in 1927 begon hij de studie wis- en natuurkunde aan de Universiteit Leiden, onder anderen bij Jan Kluijver, Jan Schouten (die als gastdocent college gaf in differentiaalmeetkunde) en Johannes Droste. Hij was korte tijd assistent mathematische fysica van Paul Ehrenfest.
In 1933 promoveerde Haantjes, gestimuleerd door Schouten, bij Van der Woude op het proefschrift met de titel Het beweeglijk assenstelsel in de affiene ruimte. Bedoeld assenstelsel is daarbij gebaseerd op de theorie van Gaston Darboux (fr: répère de Darboux; en: Darboux frame). Hij was toen al Schoutens assistent in Delft. Deels met Schouten publiceerde hij een aantal artikelen over differentiaalmeetkunde, onder andere met toepassingen op de maxwellvergelijkingen, de diracvergelijking en in de algemene relativiteitstheorie.
In 1934 werd hij privaatdocent in Leiden. Hij doceerde daar meetkunde, mechanica en capita uit de theoretische natuurkunde. Hij onderbrak zijn werk in Delft en Leiden met een kort verblijf aan de Universiteit van Edinburgh, waar hij colleges differentiaalmeetkunde gaf. In 1938 werd hij lector wiskunde, mechanica en relativiteitstheorie en in 1945 gewoon hoogleraar wiskunde en mechanica aan de Vrije Universiteit Amsterdam. Dat bleef hij tot 1948, want in dat jaar werd hij aan de Universiteit Leiden benoemd als gewoon hoogleraar in de meetkunde, als opvolger van Van der Woude.
Vanaf de jaren 1940 hield Haantjes zich voornamelijk bezig met metrische meetkunde, in het bijzonder met de dimensietheorie. Binnen die meetkunde is, mede naar hem, een kromming genoemd: de Haantjes-Finsler-kromming. Het is een van de vele uitbreidingen van het gewone krommingsbegrip, met o.a. toepassingen bij wavelets.
Niet onvermeld mag blijven dat Haantjes in totaal 53 publicaties op zijn naam heeft staan, met daaronder enkele artikelen van de groep wiskundigen (onder wie A. Nijenhuis en G. Laman) die zich bezig hield met het zogenoemde “geometrisch object”, en het feit dat hij in 1954 een boek schreef dat jaren lang gebruikt werd bij de opleiding van leraren: Inleiding in de differentiaalmeetkunde.
Halverwege 1955 ging zijn gezondheid snel achteruit; hij overleed op 8 februari 1956 en werd drie dagen later begraven op Begraafplaats Rhijnhof (toen gelegen binnen de gemeente Oegstgeest).

## Enkele andere werkzaamheden
Reeds toen hij in Amsterdam werkte, bekleedde hij het ambt van ouderling van de Hervormde Kerk in zijn woonplaats. Hij was ook studentenouderling in Leiden.
Ook was hij nauw betrokken bij de opleiding van leraren wiskunde. Zo was hij secretaris van de “Vrije Leergangen” van de VU (tot 1953) en trad hij vaak op als examinator bij de examens LO en MO wiskunde. Op middelbare scholen was hij geregeld gecommitteerde bij de eindexamens.
In 1952 werd hij toegelaten als lid van de Koninklijke Nederlandse Akademie van Wetenschappen (KNAW). Hij was ook lid van het Wiskundig Genootschap (KWG), waarvan hij in de jaren 1939-1955 penningmeester was. In die functie was hij medeorganisator van het 4de Internationaal Wiskundecongres dat in 1954 in Amsterdam werd gehouden. In 1955 werd hij gekozen als voorzitter van het KWG, maar die functie bekleedde hij dus slechts kort.

## Promovendi
Tot Haantjes’ promovendi behoorden onder anderen de latere hoogleraren Gijs Kallenberg (Delft) en Jaap Seidel (Eindhoven).